# Elisabeth Eybers
Elisabeth Françoise Eybers (n. 26 februarie 1915, Klerksdorp, North West, Africa de Sud – d. 1 decembrie 2007, Amsterdam, Țările de Jos) a fost o poetă sud-africană.
A scris mai ales în limba afrikaans, dar a tradus și în engleză o parte din scrierile sale.
Lirica sa, de factură meditativă și tradițională, a explorat cu deosebită finețe universul feminin.

## Opera
- 1936: Mărturie în crepuscul ("Belydenis in die skemering");
- 1949: Aventura liniștită ("Die stil avontuur");
- 1956: Jumătate de an luminoasă ("Die helder halfjaar");
- 1958: Grăbit ("Neerslag").